# Saint-Préjet-d’Allier
Saint-Préjet-d’Allier ist eine französische Gemeinde mit 167 Einwohnern (Stand 1. Januar 2022) im Département Haute-Lo ire in der Region Auvergne-Rhône-Alpes; sie gehört zum Arrondissement Brioude und zum Kanton Gorges de l’Allier-Gévaudan. Der Ort liegt im Tal der Ance, in die im Süden der Panis und an der nördlichen Gemeindegrenze die Virlange münden.

## Bevölkerungsentwicklung
| Jahr                       | 1962 | 1968 | 1975 | 1982 | 1990 | 1999 | 2008 | 2017 |
| Einwohner                  | 385  | 364  | 303  | 268  | 224  | 199  | 173  | 165  |
| Quellen: Cassini und INSEE |      |      |      |      |      |      |      |      |

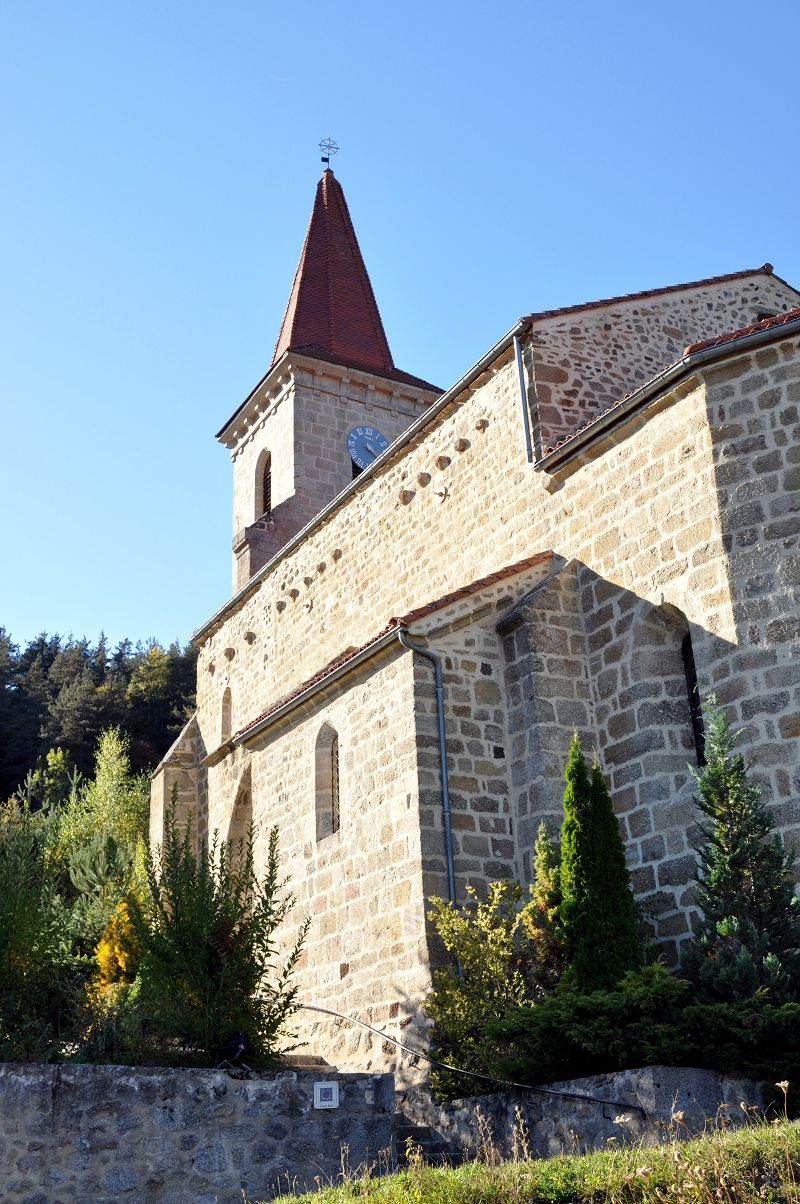
Kirche Saint-Préjet
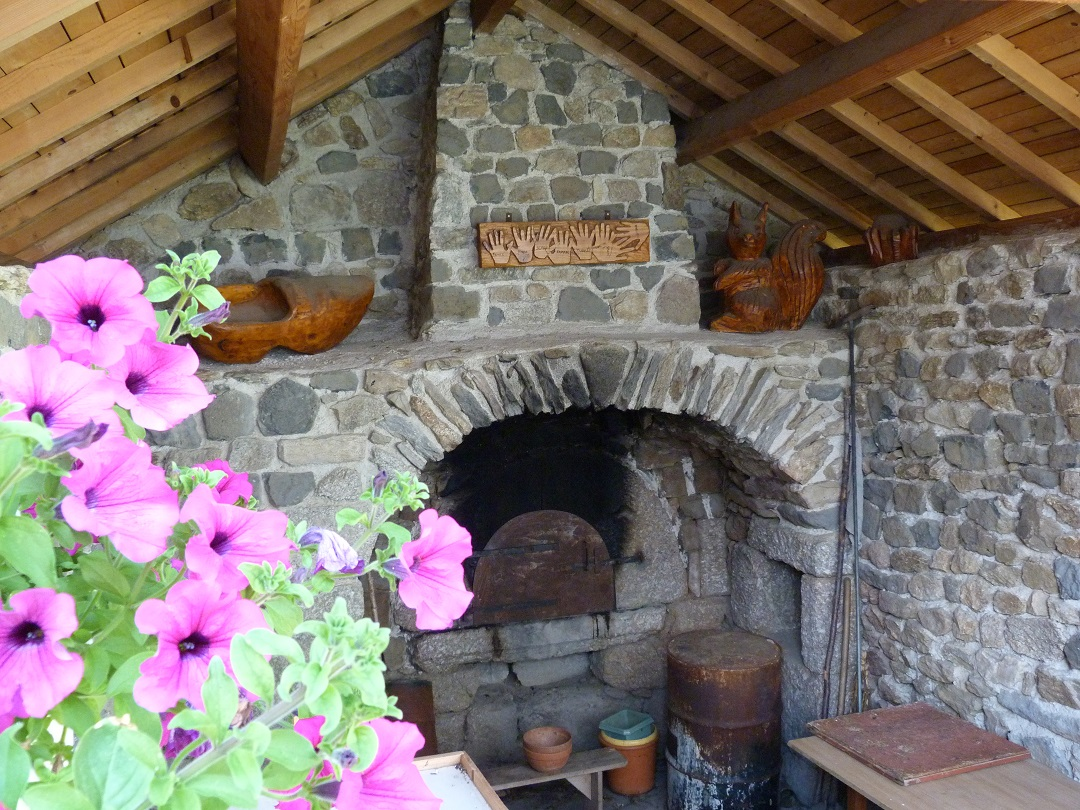
Öffentlicher Brotbackofen
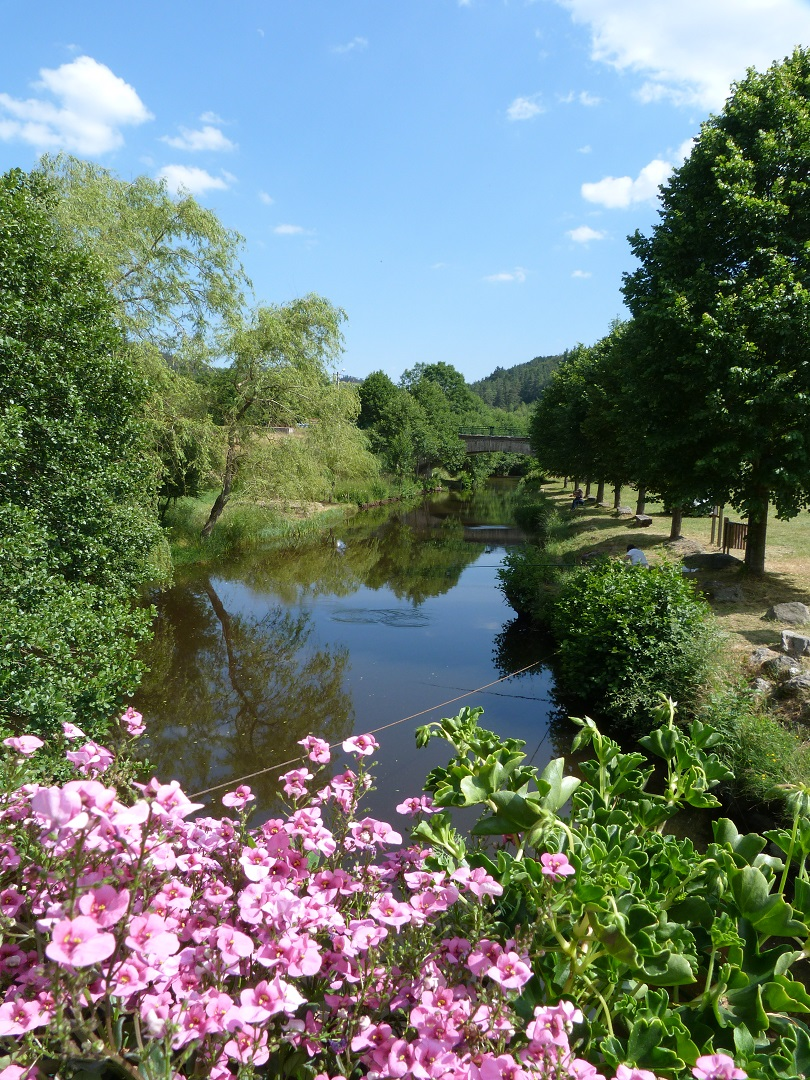
Die Ance in Saint-Préjet